# Manfred Streubel
Manfred Streubel (* 5. November 1932 in Leipzig; † 10. Juli 1992 in Dresden) war ein deutscher Lyriker und Kinderbuchschriftsteller.

## Leben und Werke

### Konflikt mit der Staatsmacht
Manfred Streubel begann nach dem Abitur ein Volontariat bei der Zeitung Junge Welt und studierte 1953–1957 Germanistik an der Humboldt-Universität zu Berlin. 1956 veröffentlichte er in der angesehenen Reihe „Antwortet uns“ den Gedichtband Laut und leise, der gleich Anerkennung fand und ihn bekannt machte. Noch im selben Jahr geriet er in Konflikt mit der Staatsmacht. Mit Manfred Bieler, Heinz Kahlau und Jens Gerlach setzte er sich auf dem zweiten Kongress junger Künstler in Karl-Marx-Stadt für einen größeren Spielraum im kulturellen Bereich der DDR ein. Das Politbüro stufte dies als konterrevolutionäre Aktion ein und er wurde, was Unterlagen nach der Wende bestätigten, observiert. Streubel zog sich resigniert zurück und wich auf unverfängliche Tätigkeiten aus.

### Leben in Resignation

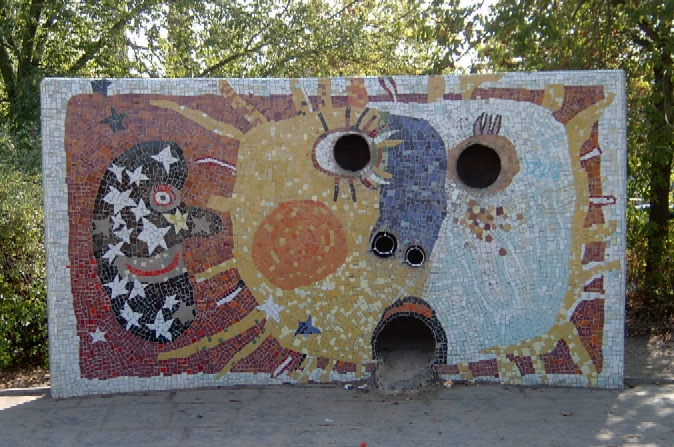
Streubel war zeitweise Redakteur der Kinderzeitschrift Frösi. Dieser Entwurf, der im Rahmen eines Frösi-Wettbewerbs entstand, befindet sich auf einem Kinderspielplatz in Berlin.

Er war zeitweise Redakteur der Kinderzeitschrift Frösi (abgeleitet vom Kinderlied Fröhlich sein und singen) und schrieb Gedichte sowie Theaterstücke für Kinder. Später veröffentlichte er kunstvolle, aber leicht wirkende Sonette, aus denen dennoch verdeckt Verbitterung, innerer Widerstand und Klagen heraus scheinen; besonders deutlich lässt sein Sonett Allez Hiob erahnen, wie es innerlich um ihn stand. Seine Gedichte wurden in der DDR zwar veröffentlicht, doch Streubel blieb Außenseiter. Zwei Ehen scheiterten.
Streubel sammelte Bilder Dresdner Maler; sein Kunstverständnis war groß. Für den Kunstbildband Mein Lausitzer Guckkasten wählte er alte Volksreime und Zeitdokumente zu Max Langers Zyklus über das Leben der Weberfamilien aus und versah sie mit eigenen Versen. 1972 besuchte er das Institut für Literatur „Johannes R. Becher“ in Leipzig.
Seine Lyrik stand, in bester humanistischer Tradition, im Dienste existentieller Anliegen: dem Nachdenken über die Abgründe des Menschen. Die strengen Formen, speziell beim Sonett, waren ihm vor diesem Hintergrund als äußerer Rahmen für innere Bedrängnisse notwendig.

### Mitarbeit beim Film
Auch bei DDR-Filmen wirkte Streubel einige Male mit. Er schrieb zusammen mit Heinz Hafke das Drehbuch zum Arbeiterfilm Erich Kubak (1959, Regie: Johannes Arpe), gestaltete das Szenarium bei Das Raubtier (1977), schrieb den bekannten Text des Liedes der jungen Naturforscher für den DEFA-Dokumentarfilm Blaue Wimpel im Sommerwind (1952) sowie weitere Liedtexte für Trini (1976) und Claudia (1958/59).

### Lyrikvertonungen
Zwei Texte von Streubel sind unter den Liedern der LP Fröhlich sein und singen. Lieder der Thälmann-Pioniere.
Bekannte Komponisten vertonten seine Lyrik in der Kammer- und Chormusik:
- Die Zeit hält den Atem an. Fünf Sätze für Alt und gemischten Chor A cappella. Mit Heinz Kahlau u. a. Komponist: Siegfried Matthus. Breitkopf & Härtel 1964
- Dieser Tage Antwort sein. 6 Lieder für Sopran und Streichquartett. Komponist: Wolfgang Lesser. Verlag Neue Musik. Berlin (Ost)
- Zukunftsmusik. Szenische Kantate für Solisten, Kinderchor und kleines Orchester. Komponist: Gunther Erdmann. Verlag Neue Musik. Berlin (Ost) 1973

### Sonstiges und Lebensende
In der Kinderzeitschrift Frösi erschienen Gedichte, die vom bekannten ungarischen Comiczeichner Attila Dargay illustriert wurden (Kleiner Mann – geh du voran. Frösi 10/1960) oder Der Lebensweg der Münze Monni (als Comic von Gerhard Bläser in Frösi 1–3/1962).
Streubel arbeitete mit verschiedenen Theatern in Dresden und Rostock zusammen. Zu seinen aufgeführten Stücken zählen Testfahrt nach Thule (1985), das Hörspiel Da kam ein junger Königssohn (1969) und das Fernsehstück Das jüngste Gericht von Rasselbach (1965); Ratcliff rechnet ab wurde im Westen inszeniert (1975, Moerser Schloss).
Nach der Wiedervereinigung war Streubel von anhaltenden Depressionen geplagt. 1990 erschien noch in einem Selbstverlag der Lyrikband Tag- und Nachtgesichte. Ohne Hoffnung, in der sich neu formierenden Literaturszene Fuß fassen zu können, setzte er seinem Leben selbst ein Ende.

## Theater
- 1974: Ratcliff rechnet ab UA Volkstheater Rostock

## Hörspiele
- 1966: Nico im Eis – Regie: Joachim Staritz (Kinderhörspiel – Rundfunk der DDR)
- 1968: Es kam ein junger Königssohn – Regie: Peter Groeger (Rundfunk der DDR)

## Auszeichnungen
- 1962: Erich-Weinert-Medaille

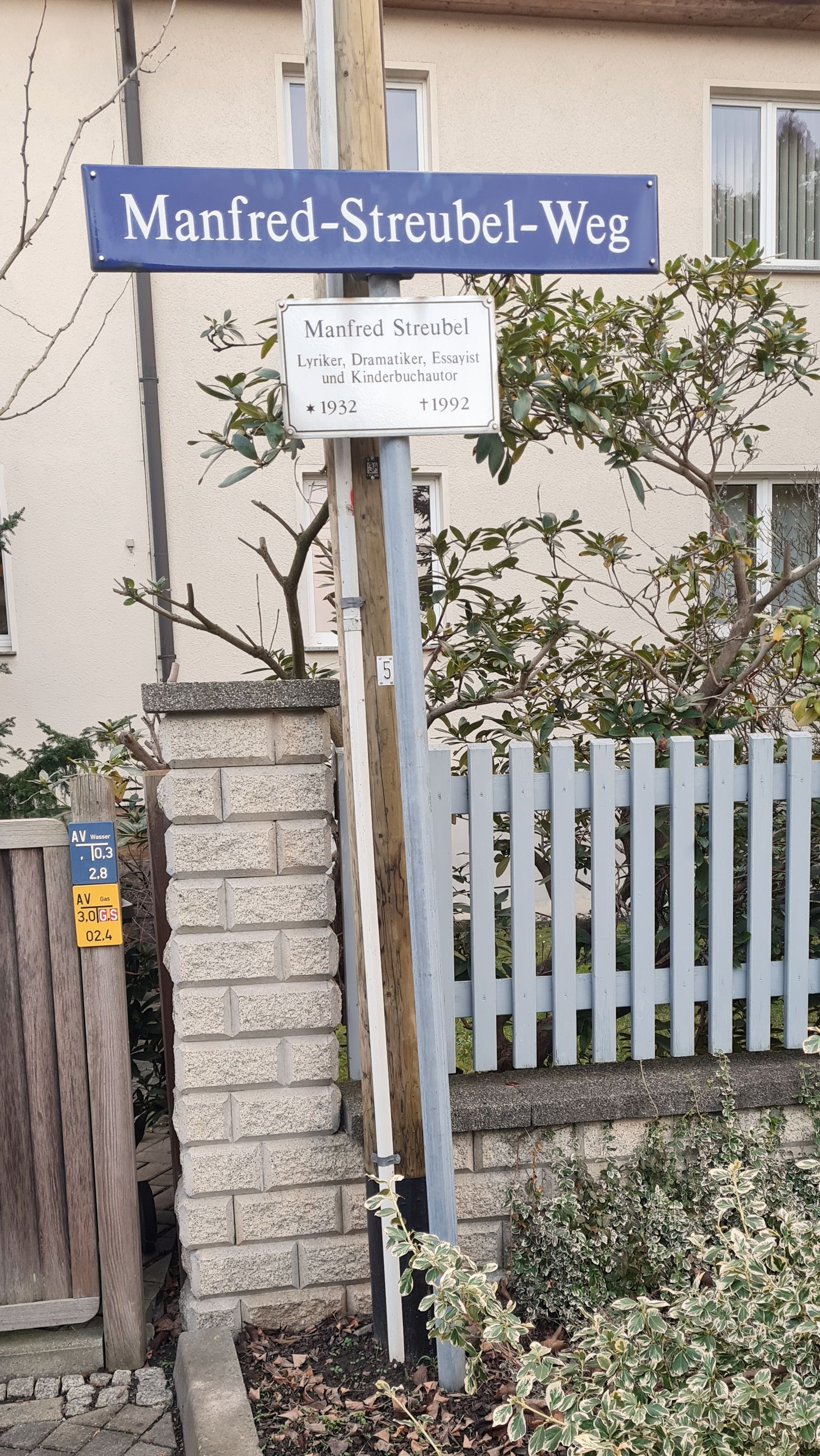
Manfred-Streubel-Weg in Dresden-Gohlis

- 1968: Martin-Andersen-Nexö-Kunstpreis der Stadt Dresden
- 1970: Heinrich-Heine-Preis des Ministeriums für Kultur der DDR
- 1983: Johannes-R.-Becher-Preis[1]
- Die Stadt Dresden benannte eine Straße nach ihm: Manfred-Streubel-Weg

## Buchveröffentlichungen
- Laut und leise. Gedichte. Volk und Welt. Berlin 1956
- Zehn kleine Jägerlein. Illustrationen von Hans-Joachim Behrendt. Holz. Berlin 1967 (dito: Oetinger. Hamburg 1970. ISBN 3-7891-5997-2)
- Zeitansage. Gedichte aus 10 Jahren. 1957–1967. Mitteldeutscher Verlag. Halle 1968
- Icke und die Hexe Yu. Ein Singspiel. Musik: Tilo Medek. Henschelverlag. Berlin 1971
- Unser Drache Kasimir. Moritat mit Musik. Henschelverlag. Berlin 1975
- Honig holen. Finderfibel. Mitteldeutscher Verlag. Halle (Saale) 1976. 3. Auflage 1988. ISBN 3-354-00368-5
- Inventur. Lyrisches Tagebuch. Mitteldeutscher Verlag. Halle/Leipzig. 1978
- Mein Lausitzer Guckkasten. Mit Max Langer. Greifenverlag. Rudolstadt 1979
- Wachsende Ringe. Sonette. Grafiken von Hans Georg Anniès. Mitteldeutscher Verlag. Halle und Leipzig 1980
- Fazit. Gedichte. Mitteldeutscher Verlag. Halle und Leipzig 1983
- Poesiealbum Nr. 228. Verlag Neues Leben. Berlin 1986. ISBN 3-355-00063-9 (Nachauflage 2016: Märkischer Verlag Wilhelmshorst, ISBN 978-3-931 329-52-5)
- Der Lebenslauf der Münze M. Verlag Junge Welt. Berlin 1986. ISBN 3-7302-0099-2
- Die vermasselte Mahlzeit. Küchenlieder und andere makabre Gesänge. Mit Illustrationen von Günter Hofmann. Mitteldeutscher Verlag. Halle und Leipzig 1987. ISBN 3-354-00087-2
- Gedenkminute für Manfred Streubel. (1932–1992). Hrsg. Wulf Kirsten, Michael Wüstefeld, Rudolf Scholz. Buchlabor. Dresden 1993. ISBN 3-929693-00-3.

### Hörbuch
- in: Dichtung des 20. Jahrhunderts: Meine 24 sächsischen Dichter, Hrsg. Gerhard Pötzsch,  2 CDs,  Militzke Verlag Leipzig 2009, ISBN 9783861899358

## Zitat
„Zugewiesener Wohnraum“

„Ist das mein Haus? Ist das nun meine Schwelle? / Ich habe diese Wände nicht gewählt, / in die ich eilig ein paar Möbel stelle. / Nicht mal die Stufen habe ich gezählt. // Mein Raum. Mein Mittelpunkt. Find ich hier Ruhe? / Dort in der Ecke stehen meine Schuhe. / Und in den Kreis zieht mich...“